# Thanatology (zespół muzyczny)
Thanatology – meksykański zespół goregrind powstały w 1998 roku w Tijuanie. Cechą unikalną, wyróżniającą grupę w środowisku muzycznym jest fakt, że pomimo wykonywania najbardziej obscenicznego i szokującego gatunku muzycznego, wszyscy obecni członkowie zespołu są uznanymi lekarzami medycyny. Nazwa zespołu pochodzi jednej z nauk medycznych badającej zjawiska związane ze śmiercią - tanatologii, a sami członkowie podczas występów na żywo występują w identycznych strojach i maskach jakich używają na salach operacyjnych. Jak mówi lider grupy, chirurg Dr. Batista występujący z mikrofonem ukrytym pod maską, chodzi o pewnego rodzaju ukrycie tożsamości, aby ich praktyka medyczna nie była łączona z wykonywaną muzyką.

## Historia
Początki istnienia zespołu datują się na rok 1998. Wtedy to w Tijuanie dwaj miejscowi medycy skrywający się pod pseudonimami Dr. B. i Dr. P. stworzyli projekt muzyczny w założeniu mający wykonywać najbardziej ekstremalne rodzaje muzyki oscylujące pomiędzy grindcore a death metalem. W tym składzie, wspartym przez Travisa Ryana znanego m.in. z występów w Cattle Decapitation zespół nagrał dwa dema, jednakże nie doczekały się one wydania.  
W ciągu kolejnych lat zespół szukał swojej niszy na scenie grindcore i po kilku zmianach w składzie w roku 2006 stał się projektem stricte studyjnym. Wtedy to własnym nakładem grupa wydała swoje pierwsze demo zatytułowane Grind Metalico Forense. Rok później, również własnym nakładem zespół wydał swą pierwszą EP'kę zatytułowaną La Clinica De Lo Grotesco. Obie te pozycje po latach doczekały się wznowień - odpowiednio w 2016 roku w Stanach Zjednoczonych, nakładem Gore House Productions oraz w 2017 roku w Meksyku, tu producentem została firma Negligent Records.  
W roku 2012 ukazuje się kolejne EP grupy, zatytułowane Los Barberos Cirujanos, a dwa lata później w 2014 pełnowymiarowy album, będący splitem z grupą Besta. Wydanie tej płyty było przełomowym momentem dla Thanatology, od tej chwili zespół zaczął koncertować na żywo. Prócz rodzinnego Meksyku (Baja California, Meksyk, Guadalajara) przede wszystkim w Stanach Zjednoczonych (Kalifornia, Arizona, Nevada, New Jersey, Nowy Jork).  
W roku 2018 ukazała się kolejna EP grupy, zatytułowana Un Legado de Negligencia Médica (Capítulo 1ro), od tego momentu zespół ruszył w długie tournee. W maju zespół wystąpił w USA w ramach Las Vegas Death Fest, a w czerwcu w ramach Bay Area Death Fest w Kalifornii. Miesiąc później, w lipcu grupa wystąpiła w Europie, w Czechach - w ramach jubileuszowej dwudziestej edycji festiwalu Obscene Extreme dając podwójne show.  

## Styl muzyczny
Od początku istnienia styl muzyczny grupy łączy grindcore z death metalem. Muzykę charakteryzują ostre agresywne riffy, a wokal jest odhumanizowany. Sami muzycy przyznają, że inspiracją dla nich są dokonania takich zespołów jak Exhumed czy Napalm Death a w tematyce medycznej takie grupy jak General Surgery i County Medical Examiners. Tematyka utworów obejmuje takie kwestie jak mroczna historia medycyny, tortury medyczne, eksterminacja gatunku ludzkiego czy śmierć. Zespół pracuje też nad albumem koncepcyjnym, zatytułowanym De Cadaver en Cadaver, opowiadającym o pracownikach kostnicy i o tym czym się zajmują. 

## Skład zespołu
- Dr. Bautista – wokal
- Dr. Mozqueda – gitara elektryczna
- Dr. Moreno – instrumenty perkusyjne
- Dr. Morales – gitara basowa

## Dyskografia[13]
- Grind Metalico Forense (Demo 2006) – Not On Label, 2006
- La Clinica De Lo Grotesco – Not On Label, 2007
- Los Barberos Cirujanos (CD, EP) – Negligent Records, 2012
- (SE.ME.FO) Thanatology Vs Besta (CD, Album) – split wraz z Besta - Ragingplanet, Negligent Records AS/RP172, NR007, 2014
- Un Legado de Negligencia Médica (Capítulo 1ro) (CD, EP) – Not On Label, 2018